# Мышечная ткань
Мы́шечные тка́ни (лат. textus muscularis — «мышечная ткань») — ткани, различные по строению и происхождению, но сходные по способности к выраженным сокращениям. Состоят из вытянутых клеток, которые принимают раздражение от нервной системы и отвечают на него сокращением. Они обеспечивают перемещения в пространстве организма в целом, движение его органов внутри организма (сердце, язык, кишечник и др.) и состоят из мышечных волокон. Свойством изменения формы обладают клетки многих тканей, но в мышечных тканях эта способность является главной функцией.
Основные морфологические признаки элементов мышечной ткани: удлинённая форма, наличие продольно расположенных миофибрилл и миофиламентов — специальных органелл, обеспечивающих сократимость, расположение митохондрий рядом с сократительными элементами, наличие включений гликогена, липидов и миоглобина.
Специальные сократительные органеллы — миофиламенты, или миофибриллы — обеспечивают сокращение, которое возникает при взаимодействии в них двух основных фибриллярных белков — актина и миозина, при обязательном участии ионов кальция. Митохондрии обеспечивают эти процессы энергией. Запас источников энергии образуют гликоген и липиды. Миоглобин — белок, обеспечивающий связывание кислорода и создание его запаса на момент сокращения мышцы, когда сдавливаются кровеносные сосуды (поступление кислорода при этом резко падает).

## Свойства мышечной ткани
- Возбудимость,
- Проводимость,
- Лабильность,
- Сокращение.

## Виды мышечной ткани
Выделяют гладкую, поперечнополосатую скелетную и поперечнополосатую сердечную мышечные ткани.

### Гладкая мышечная ткань (Muscular tissue)
Состоит из одноядерных клеток — миоцитов веретеновидной формы длиной 15—500 мкм. Их цитоплазма в световом микроскопе выглядит однородно, без поперечной исчерченности. Эта мышечная ткань обладает особыми свойствами: она медленно сокращается и расслабляется, обладает автоматией, является непроизвольной (то есть её деятельность не управляется по воле человека). Входит в состав стенок внутренних органов: кровеносных и лимфатических сосудов, мочевыводящих путей, пищеварительного тракта (сокращение стенок желудка и кишечника).
С помощью гладких мышц изменяются размеры зрачка, кривизна хрусталика глаза.

### Поперечнополосатая скелетная мышечная ткань
Состоит из миоцитов, имеющих большую длину (до нескольких см) и диаметр 50—100 мкм; эти клетки многоядерные, содержат до 100 и более ядер; в световом микроскопе цитоплазма выглядит как чередование тёмных и светлых полосок. Свойствами этой мышечной ткани является высокая скорость сокращения, расслабления и произвольность (то есть её деятельность управляется по воле человека). Эта мышечная ткань входит в состав скелетных мышц, а также стенки глотки, верхней части пищевода, ею образован язык, глазодвигательные мышцы. Волокна длиной от 10 до 12 см.

### Поперечнополосатая сердечная мышечная ткань
Состоит из одно- или двухъядерных кардиомиоцитов, имеющих поперечную исчерченность цитоплазмы (по периферии цитолеммы). Кардиомиоциты разветвлены и образуют между собой соединения — вставочные диски, в которых объединяется их цитоплазма. Существует также другой межклеточный контакт — анастомозы (впячивание цитолеммы одной клетки в цитолемму другой). Этот вид мышечной ткани является основным гистологическим элементом миокарда сердца. Развивается из миоэпикардальной пластинки (висцерального листка спланхнотома шеи зародыша). Особым свойством этой ткани является автоматизм — способность ритмично сокращаться и расслабляться под действием возбуждения, возникающего в самих клетках (типичные кардиомиоциты). Эта ткань является непроизвольной (атипичные кардиомиоциты). Существует третий вид кардиомиоцитов — секреторные кардиомиоциты (в них нет фибрилл). Они синтезируют предсердный натрийуретический пептид (атриопептин) — гормон, вызывающий снижение объёма циркулирующей крови и системного артериального давления.

## Функции мышечной ткани
- Сократительная функция,
- Двигательная,
- Защитная,
- Теплообменная,
- Сокращение и реакция на раздражение,
- Мимическая (социальная функция) — мимические мышцы, управляя мимикой, передают информацию окружающим[8][9].